# Brad Guzan
Brad Guzan   (Evergreen Park, 9 de setembre de 1984) Bradley Edwin "Brad" Guzan és un futbolista estatunidenc que actualment juga de porter a l'Aston Villa de la Premier League anglesa. Guzan, també juga per la selecció dels Estats Units des del 2006. L'estiu del 2009 va ser subcampió de la Copa Confederacions amb el seu país malgrat no disputar cap partit.

## Biografia
Nascut a Evergreen Park, Illinois, Guzan, que és d'ascendència polonesa-americana, va jugar en la seva joventut al Chicago Magic Soccer Club i a l'equip de futbol universitari de Providence Catholic High School d'Illinois, de la qual es va graduar l'any 2003. Va jugar dues temporades a la competició de la NCAA com a membre de l'equip de futbol masculí dels South Carolina Gamecocks, on va ser un segon equip All-American en la seva segona temporada.
Després de passar dos anys amb els Chicago Fire Reserves a la USL Premier Development League, va optar per renunciar a la resta dels seus anys universitaris, signant un contracte de Generation Adidas amb Major League Soccer (MLS). Chivas USA després va seleccionar Guzan amb la segona selecció general del SuperDraft de la MLS 2005. El 7 de novembre de 2007, Guzan va ser nomenat porter de l'any de la MLS. Durant el seu temps a Chivas USA, Guzan va ser sobrenomenat afectuosament "El Gusano".